# Elaphoglossum austrosinicum
Elaphoglossum austrosinicum là một loài thực vật có mạch trong họ Lomariopsidaceae. Loài này được Matthew & H. Christ mô tả khoa học đầu tiên năm 1909.